# Unione di comuni Terre di castelli
L'unione Terre di Castelli è un ente locale sovracomunale, con autonomia statutaria, costituitosi nel 2001, che aggrega gli otto comuni di Castelnuovo Rangone, Castelvetro di Modena, Guiglia, Marano sul Panaro, Savignano sul Panaro, Spilamberto, Vignola, Zocca.
Presenta una popolazione di 88 437 abitanti e un territorio che si estende su una superficie complessiva di 313,56 km².
Lo stemma dell'Unione è composto da una stilizzazione di castello merlato, in vista prospettica e bicolore, giustapposto alla denominazione dell'Ente “Unione Terre di Castelli”. La sede dell'Unione è stabilita nel Comune di Vignola.

## La fondazione
L'Unione Terre di Castelli nasce nel 2001 per volontà dei consigli comunali di Castelnuovo, Castelvetro, Savignano, Spilamberto e Vignola associando, in circa 30 convenzioni, una pluralità di funzioni e servizi: Istruzione, Servizi sociali, gestione del personale, Polizia locale, sistemi informativi, pianificazione del territorio (PSC), gare e appalti di fornitura di beni e servizi, ecc.
La filosofia di fondo, sin dalla sua costituzione, è stata quella di poter rappresentare un livello istituzionale di governo importante per realizzare obiettivi di miglioramento e ampliamento della produzione e erogazione dei servizi, di razionalizzazione delle risorse economiche, strumentali e umane, e in generale di migliorare il posizionamento delle comunità locali nella valorizzazione competitiva del territorio e delle proprie risorse.

## Lo scioglimento della comunità montana e l'ingresso dei nuovi comuni
Nel 2008 la Regione Emilia-Romagna, in seguito all'approvazione della L.R. 10/2008 in materia di riordino territoriale, ha disposto lo scioglimento della comunità montana Modena Est, e il contestuale ingresso dei comuni di Guiglia, Marano sul Panaro e Zocca nell'Unione Terre di Castelli, come segue:
()

## Principali funzioni
Tra le principali funzioni attribuite dai comuni aderenti all'Unione, seppure con differenti gradi e modalità, vi sono: Sistema Bibliotecario; Gare, Appalti e Provveditorato; Gestione del Personale; Polizia Locale; Sistemi Informativi; Servizi Pubblici Locali; Sistemi di Pianificazione Urbanistica Intercomunale; Servizi Sociali e Sociosanitari; Politiche Abitative; Politiche Scolastiche; Protezione Civile; Politiche per il Turismo.
Terre di Castelli è sede del Poesia Festival.